# François-Joseph Bélanger
Pour les articles homonymes, voir Bélanger.
François-Joseph Bélanger, né à Paris le 12 avril 1744 et mort, dans la même ville, le 1er mai 1818, est un architecte français. De la même génération que ses confrères Alexandre-Théodore Brongniart, Jean-François-Thérèse Chalgrin, Jean-Jacques Huvé, Pierre-Adrien Pâris, Bernard Poyet, Pierre Rousseau, Claude Jean-Baptiste Jallier de Savault, son œuvre s'inscrit dans le courant du renouveau classique et du goût pour l'antique qui marquent la fin du XVIIIe et le début du XIXe siècle.

## Présentation
Élève de l'Académie royale d'architecture, il est un des rares architectes du règne de Louis XVI à ne pas faire le voyage en Italie. Protégé par le duc d'Aumont, il entre comme dessinateur dans l'administration des Menus-Plaisirs du roi en 1767, et crée de nombreux décors de fêtes. Dix ans plus tard, il devient premier architecte du comte d'Artois, frère du roi, grâce à la protection du marquis Marc-René de Voyer d'Argenson, éminent mécène du temps. Il érige pour Artois le fameux pavillon de Bagatelle en 1777 dans le bois de Boulogne et qu'il travaille aux décors du château de Maisons-Laffitte.

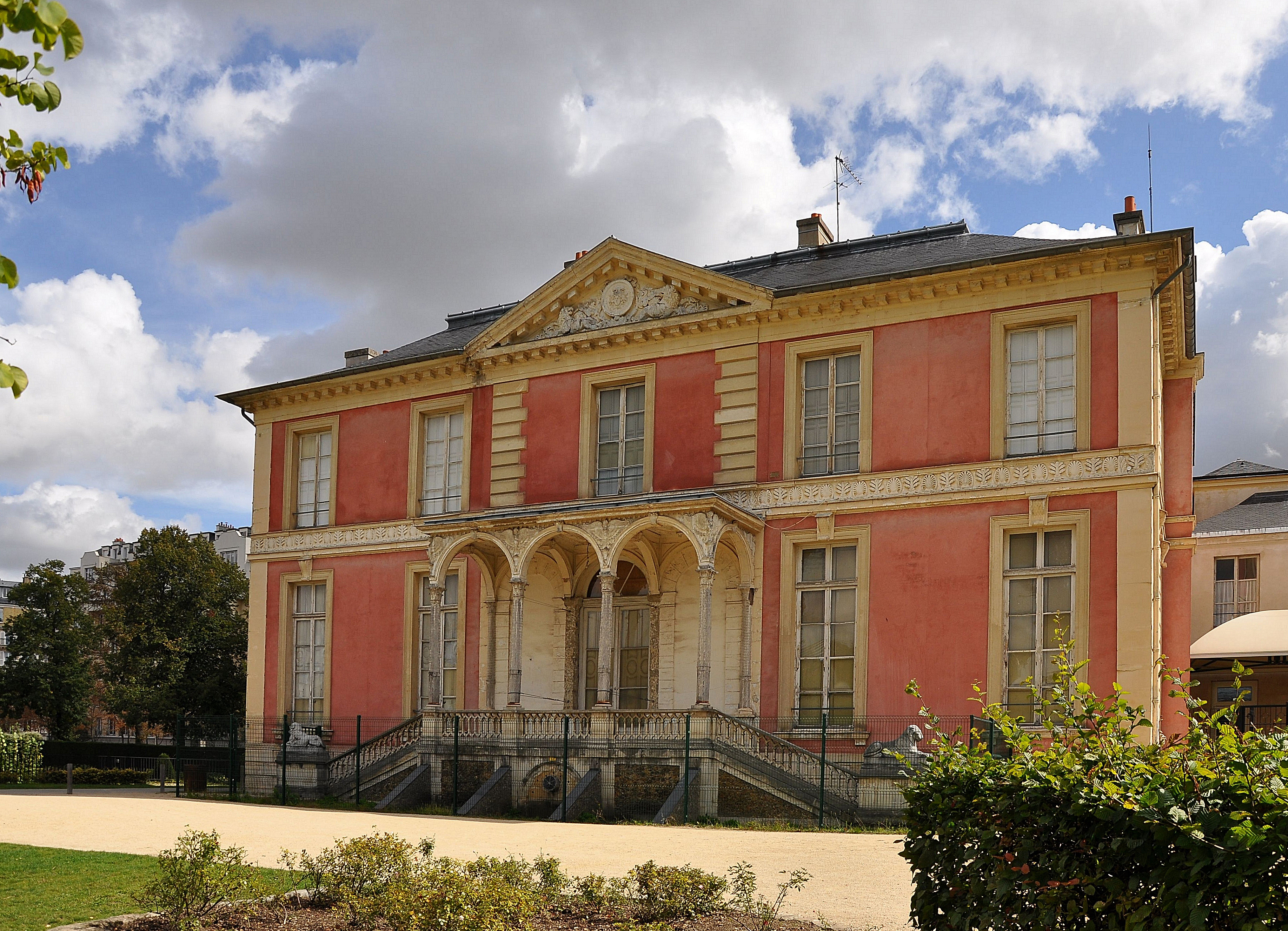
Folie Saint-James, Neuilly-sur-Seine.

Pendant la Révolution française, il est enfermé à la prison Saint-Lazare. À sa libération, il épouse sa maîtresse, la danseuse Mlle Dervieux et réaménage pour elle l'hôtel du 20, rue Joubert dont les révolutionnaires s'étaient emparés en vendémiaire an II, "et en avaient chassé les locataires pour en faire une petite Bastille à leur convenance, désignée sous le nom de Prison des Anglais" (Edmond et Jules de Goncourt, "Sophie Arnould, d'après sa correspondance et ses Mémoires inédits" -1859). 
En 1800, il aménage à Santeny la demeure de la Folie Bélanger, propriété qui fut ensuite habitée par Roger de Beauvoir. En 1813, à la mort d'Alexandre-Théodore Brongniart, il se porte candidat à la reprise du chantier de la Bourse. En 1811, il reconstruit la coupole de la Halle au blé, actuelle Bourse de commerce de Paris.
Après le retour des Bourbons, Bélanger, qui est resté proche du comte d'Artois, est à nouveau chargé de la conception des fêtes et cérémonies de la cour. Secondé par son élève Jacques Hittorff, il conçut ou participa à la conception des décors des célébrations de la Restauration : transfert des cendres de Louis XVI et Marie-Antoinette à Saint-Denis en 1815.
Il dessina des résidences et des décors pour l'aristocratie et la finance française ou étrangère – on lui doit ainsi le décor intérieur de l'hôtel Baudard de Saint-James, 12 place Vendôme, des projets pour le comte de Lauraguais, pour le prince de Ligne, pour Lord Shelbourne en Angleterre, pour le financier Jean-Joseph de Laborde à Méréville – et exerça une influence notable sur la conception des jardins de son époque. Architecte, et aussi décorateur, on conserve de nombreux dessins autographes pour des décors de fêtes, des modèles de boiseries, de plafonds, des meubles et objets d'art.

## Sépulture
François-Joseph Bélanger est enterré au Père-Lachaise (division 11).
La stèle funéraire due à Henri-Victor Roguier est ornée d'un portrait de profil en relief enchâssé dans un médaillon en creux dont le cadre est formé par une couronne de lauriers, le tout sculpté en marbre et signé Roguier f. gravé par L. Normand  et porte l'inscription gravée  :

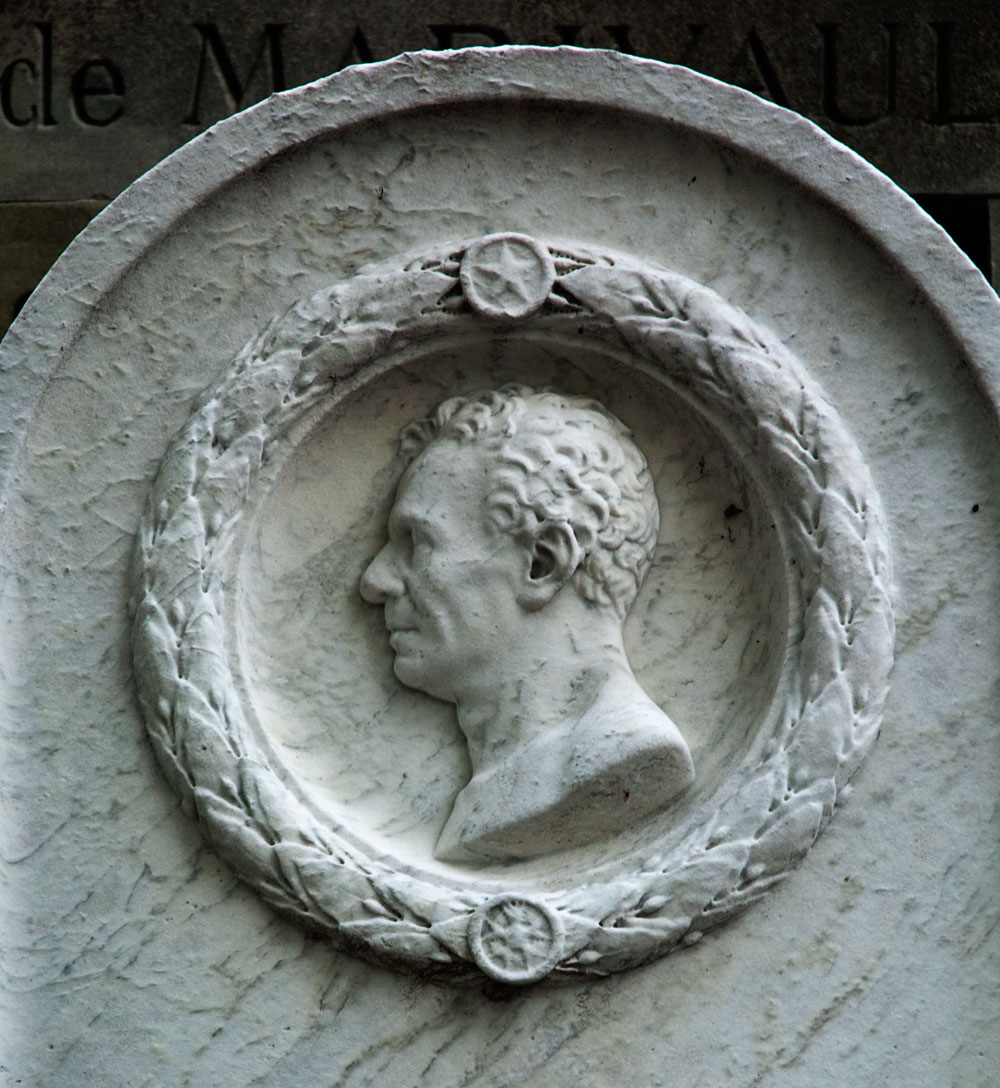
Henri-Victor Roguier :
François-Joseph Bélanger
portrait de profil en relief enchâssé dans une couronne de lauriers,
marbre, cimetière du Père Lachaise.

« AMANT PASSIONNÉ DE SON ART
IL EN SURPRIT TOUS LES SECRETS
UNISSANT LE TALENT AU GÉNIE IL SE MONTRA
SUPÉRIEUR À KENT
DANS LES JARDINS
DE MEREVILLE
DIGNE ÉMULE DE MICHEL-ANGE
DANS LA COUPOLE DE LA HALLE AU BLÉ. »
Et au dos de la stèle :
« AUSSI PROMPT A ENFANTER
QUE HARDI À CONSERVER
IL CRÉA EN 63 JOURS
BAGATELLE ET SES JARDINS
IL RELEVA EN 13 JOURS
LA STATUE DE HENRI IV
POUR LA FÊTE DU 5 MAI
1814. »